# マーメイド・イン・パリ
『マーメイド・イン・パリ』（フランス語: Une sirène à Paris、英題：A Mermaid in Paris）は、マチアス・マルジウがステファン・ランドスキと共同で脚本を手掛け、マチアスが監督した2020年のファンタジー・ラブコメ映画。出演はニコラ・デュヴォシェルとマリリン・リマ。
フランスでは2020年3月11日にソニー・ピクチャーズ・リリースにより公開された 。

## あらすじ
主人公のガスパールは、祖母の代から続くバー「フラワーバーガー」の「サプライザー（パフォーマー）」。ある夜、彼は人魚の恰好をして倒れている女性を助ける。彼女は本物の人魚であり、歌で男を魅了して心を破裂させることができるという。しかしガスパールは彼女の歌を聴いてもまったく死ぬ気配が無い。不思議がる彼女にガスパールは、自分は失恋を経験しすでに「心は破れている」と告げる。殺すこともできず、優しく介抱してくれるガスパールに、彼女は自身の名前（ルラ）を伝える。一方、ルラに夫を殺された女性医師のミレナは、夫の最期の言葉とガスパールの残した手掛かりを元に人魚の捜索を始める。

## キャスト
- ガスパール・スノウ - ニコラ・デュヴォシェル
- ルラ - マリリン・リマ（英語版）
- ミレナ - ロマーヌ・ボーランジェ
- ロッシ - ロッシ・デ・パルマ
- カミーユ - チェッキー・カリョ
- ヴィクター - アレクシ・ミシャリク（英語版）

## 製作
主要撮影は2019年8月29日に始まり、同年10月17日に終了した。撮影はマケドニアのスタジオで5週間にわたって行われ、その後、フランスのパリとエトルタで2週間のロケ撮影が行われた。

## 評価
レビュー収集サイトのRotten Tomatoesでは、13人の批評家のレビューに基づき100%の支持率を獲得し、平均評価は7.9/10であった。Film InquiryのWilson Kwongは、「『マーメイド・イン・パリ』は、愛するものを信じることの意味について、爽やかでオリジナルな映画であり、そうすることでこの映画自体を愛するべき理由を強く主張している」と、この映画を肯定的に評価している。Eye for FilmのAmber Wilkinsonは、この映画に3/5のスコアを付け、「これだけ堂々としていると、いろいろなことができるようになりますね」と述べている。